# Palazzo Colocci
Il Palazzo Colocci è un'antica dimora nobiliare della città di Jesi, nelle Marche.
Sorge in piazza Angelo Colocci, all'angolo con via Pergolesi, l'antico cardo massimo, nel punto più alto della città, davanti al Palazzo della Signoria.

## Storia e descrizione

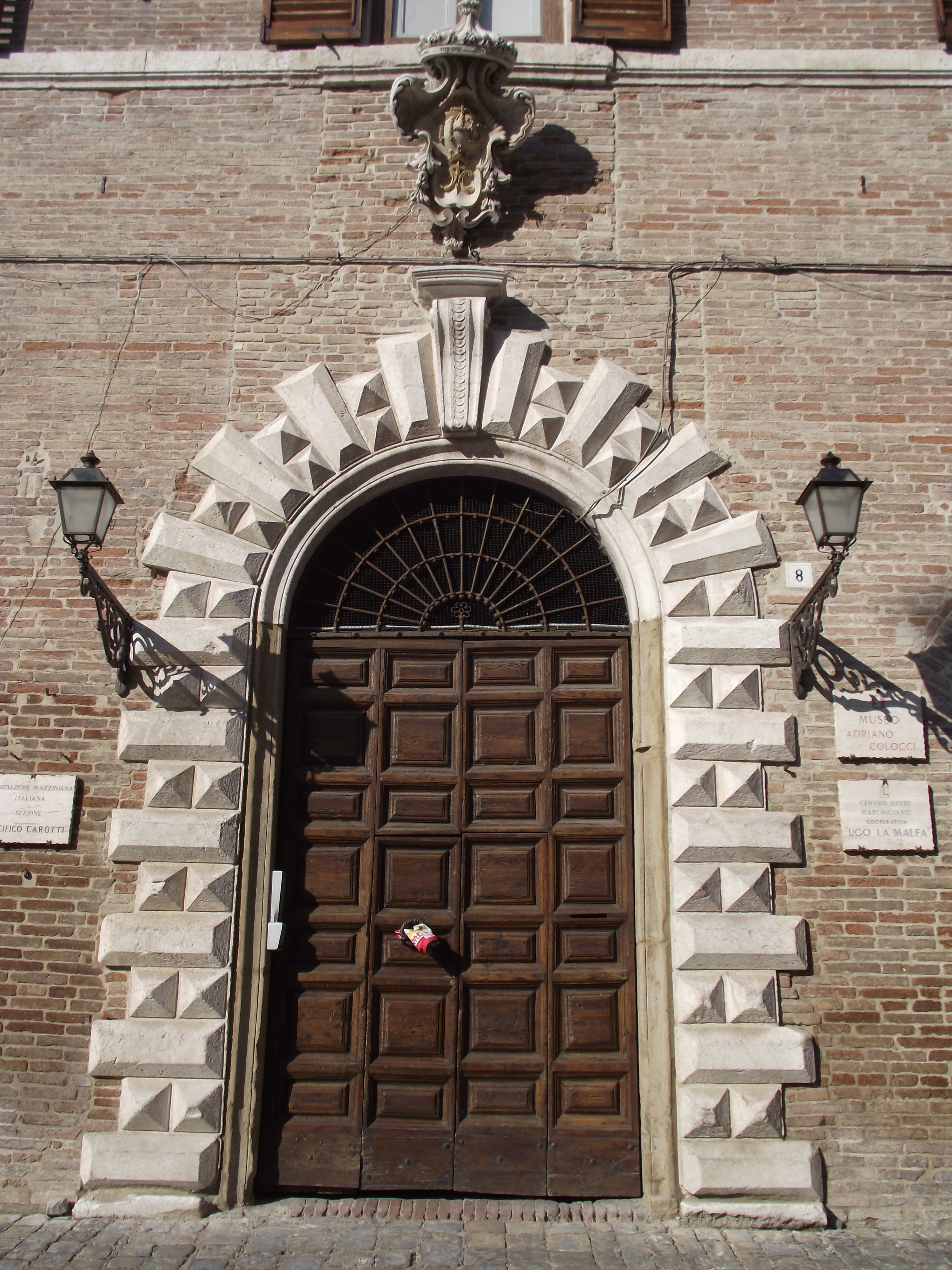
il portale a bugnato

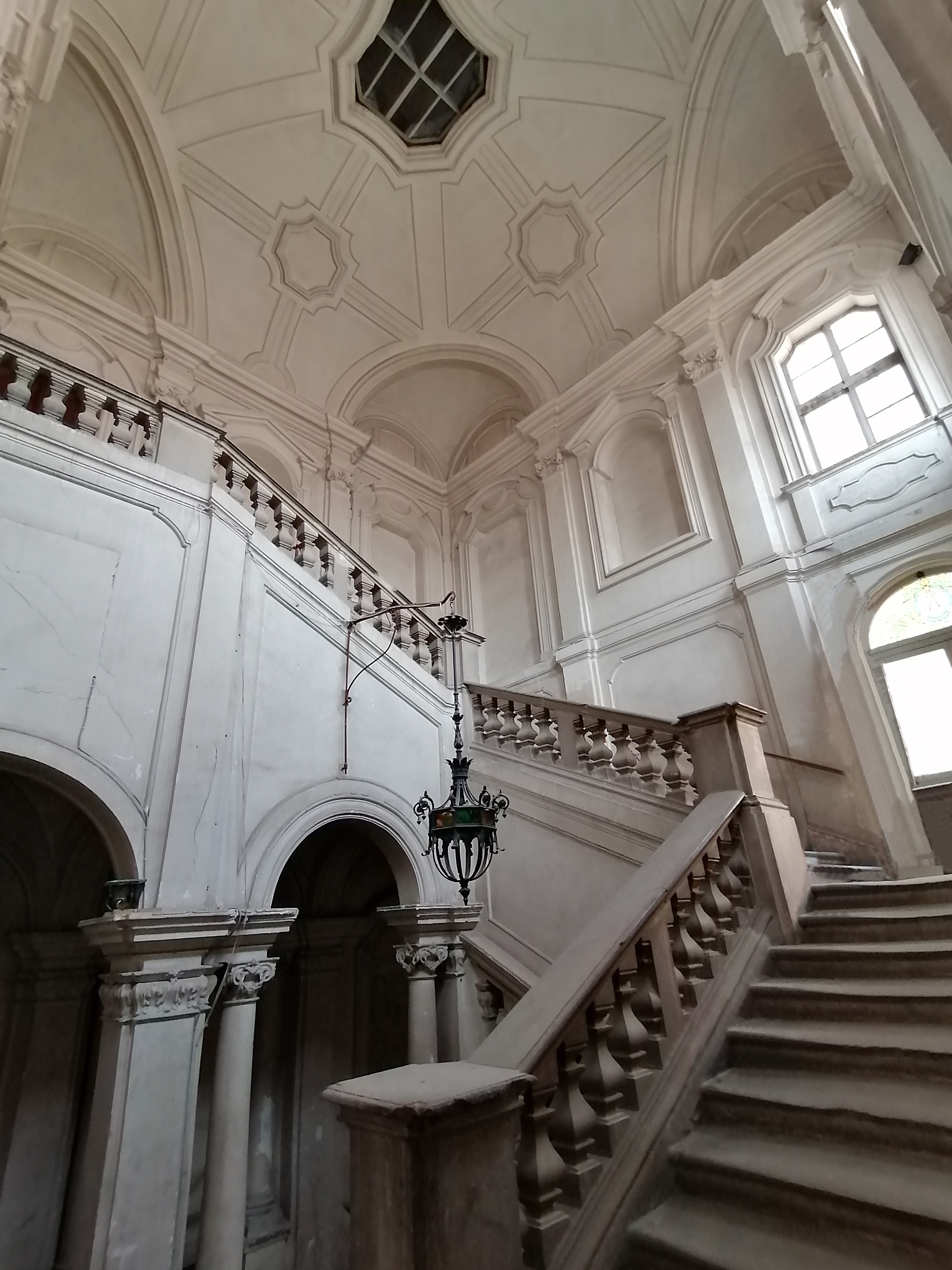
Lo scalone monumentale.

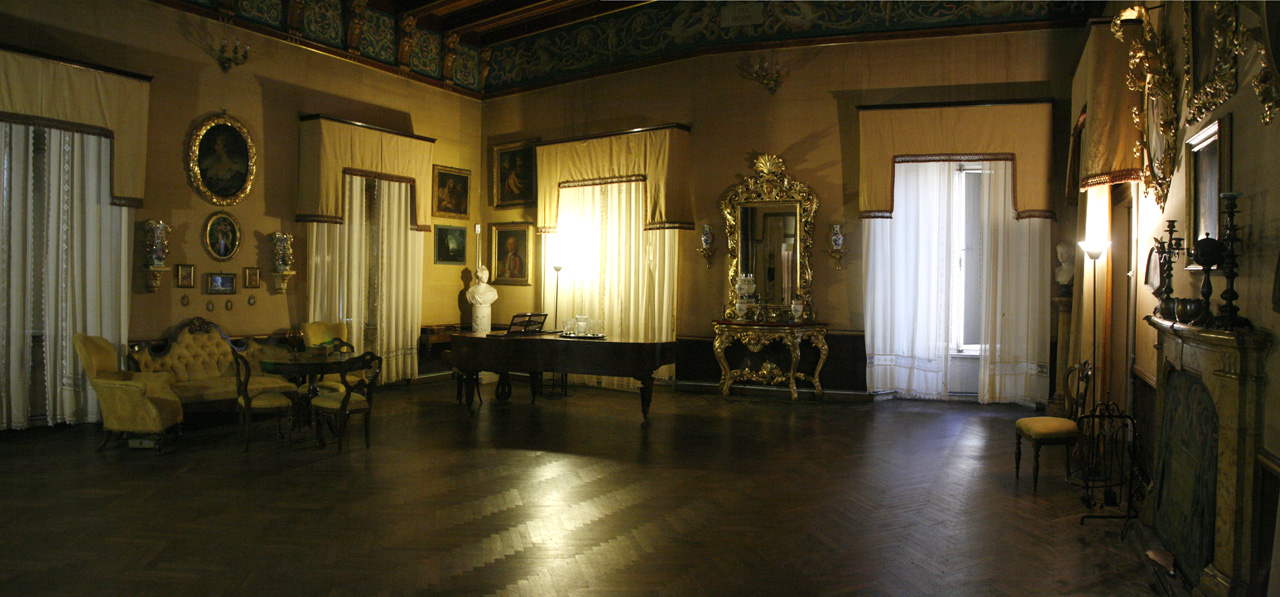
Una delle sale del Museo.

Si ha notizia che il palazzo fosse già di proprietà dei Colocci nel 1435. Il marchese Angelo, noto umanista, filologo, mecenate, nonché uomo politico, chiese l'autorizzazione al Comune di Jesi nel 1475 di anteporre un portico alla facciata. Infatti, ai due lati del portale si notano i segni di due archi cinquecenteschi.
Nel corso dei secoli alcune parti furono modificate in base alle esigenze delle generazioni delle famiglie nobili che ci hanno vissuto. I Colocci nel 1513 chiesero al Comune l'autorizzazione ad ampliarlo e nel 1556 i frati di Sant’Agostino concedono a Ippolito Colocci l’appoggio del muro del palazzo di famiglia su quello della chiesa che viene dichiarato muro divisorio comune; precedentemente le case dei Colocci erano separate dalla chiesa da un vicolo. Il palazzo assunse una veste rinascimentale, e quei lavori durarono fino al 1596.
In occasione del matrimonio tra Adriano Colocci e Vittoria Dolfin del 1735 il palazzo venne fortemente ristrutturato ad opera dell'architetto romano Pier Paolo Alfieri, che lo trasformò, secondo il gusto dell'epoca, in stile barocco. Alfieri concepì una struttura scenografica incentrata sul monumentale scalone d'onore. Quest'ultimo venne inserito sullo spazio del cortile interno. Si presenta sorretto da colonne e volte cupolate, e sembra che il suo disegno sia dovuto al Vanvitelli.
Quando Vittoria Dolfin rimase vedova andò ad abitare al secondo piano lasciando al figlio Antonio il piano nobile che questi, alla morte della madre, restaurò affidando i lavori interni al pittore, decoratore e miniatore Luigi Lanci di Fabriano. Una trasformazione futura comportò la demolizione di alcuni volte affrescate che furono sostituite con soffitti a cassettoni in legno.
In questo palazzo hanno vissuto gli ultimi discendenti dei Colocci e del navigatore fiorentino Amerigo Vespucci.
L'ultima discendente è stata la Marchesa Cristina Colocci Vespucci che ha lasciato al Comune di Jesi una consistente porzione dell'edificio ed una quantità impressionante di beni antichi, tra cui dipinti e sculture, oggetti artistici, armi ed armature e cose di famiglia utilizzate dal casato e una grande quantità di documenti storici affinché vi fosse realizzato un museo a memoria della loro stirpe ed in omaggio ai suoi concittadini.
Palazzo Colocci ospita al suo interno l'Archivio Colocci – Vespucci e la Casa Museo Marchese Adriano Colocci Vespucci che, dopo molti anni di chiusura, è stata riaperta al pubblico nel 2013.